# 安娜·艾蕾諾爾 (黑森-達姆施塔特)
安娜·艾蕾諾爾（德語：Anna Eleonore，1601年7月30日—1659年5月6日），不倫瑞克-卡倫貝格公爵夫人，黑森-達姆施塔特伯爵路德維希五世的女兒。

## 家庭
1617年，安娜·艾蕾諾爾和不倫瑞克-卡倫貝格公爵格奧爾格結婚，兩人共有4子1女：
1. 克里斯蒂安·路德維希（1622年—1665年）
2. 格奧爾格·威廉（1624年—1705年）
3. 約翰·腓特烈（1625年—1679年）
4. 索菲·阿瑪莉埃（1628年—1685年）
5. 恩斯特·奧古斯特（1629年—1698年）